# Шервуд, Владимир Владимирович
Влади́мир Влади́мирович Ше́рвуд (5 [17] мая 1867, Москва — 18 июня 1930, там же) — русский архитектор, строитель жилых домов и деловых зданий в центре Москвы, представитель творческой династии Шервудов.

## Династия Шервудов
В. В. Шервуд родился 5 (17) мая 1867 года в Москве в семье художника и архитектора Владимира Иосифовича (Осиповича) Шервуда, строителя Исторического музея и одного из главных идеологов русского стиля в архитектуре. В. В. Шервуд был средним сыном в семье В. О. Шервуда. Его старший брат Сергей Владимирович приобрел известность как архитектор, а младший брат Леонид Владимирович — как скульптор.
Женат на Нине Александровне Ганешиной.

## Архитектурное творчество
В. В. Шервуд закончил Московское училище живописи, ваяния и зодчества в 1895 году с Большой серебряной медалью и званием классного художника архитектуры. В 1898 году Шервуд стал архитектором акционерного общества заводов Бромлей и торгового дома К. Тиля. В 1903 году занял должность архитектора Московского купеческого общества и стал членом Комиссии по переустройству Нижних торговых рядов, которая ведала перестройкой района между Красной площадью и Зарядьем. Занимая эти посты, Шервуд внёс большой вклад в обновление делового центра Москвы.
В 1900-х — первой половине 1910-х годов по проектам В. В. Шервуда в Москве был построен целый ряд доходных домов, в архитектуре и оформлении которых преобладает модерн. Среди построек Шервуда этого периода наиболее выделяются дома в Милютинском (1899—1900), Хлебном (1903), Черниговском (1906) переулках, на Бауманской улице (1902—1906) и на Покровке (1909).
В 1914 году Шервуд строит крупный комплекс деловых зданий на Старой площади. В советский период истории в нём располагался ЦК КПСС, ныне — Администрация президента России (д. 4) и административные структуры правительства Московской области (д. 6). В комплексе зданий на Старой площади Шервуд соединяет элегантность модерна и утилитарность конструктивизма. Предконструктивистский дух прослеживается в строгом ритме больших прямоугольных окон.

## После революции
В. В. Шервуд, как и его брат, скульптор Л. В. Шервуд, остался в России после Октябрьской революции, но, в отличие от последнего, не занимался активной творческой деятельностью, забросив строительную практику.
18 июня 1930 года В. В. Шервуд скончался в Москве. Похоронен на семейном участке на Даниловском кладбище (там же похоронена его жена, дочь и внук).

## Постройки в Москве

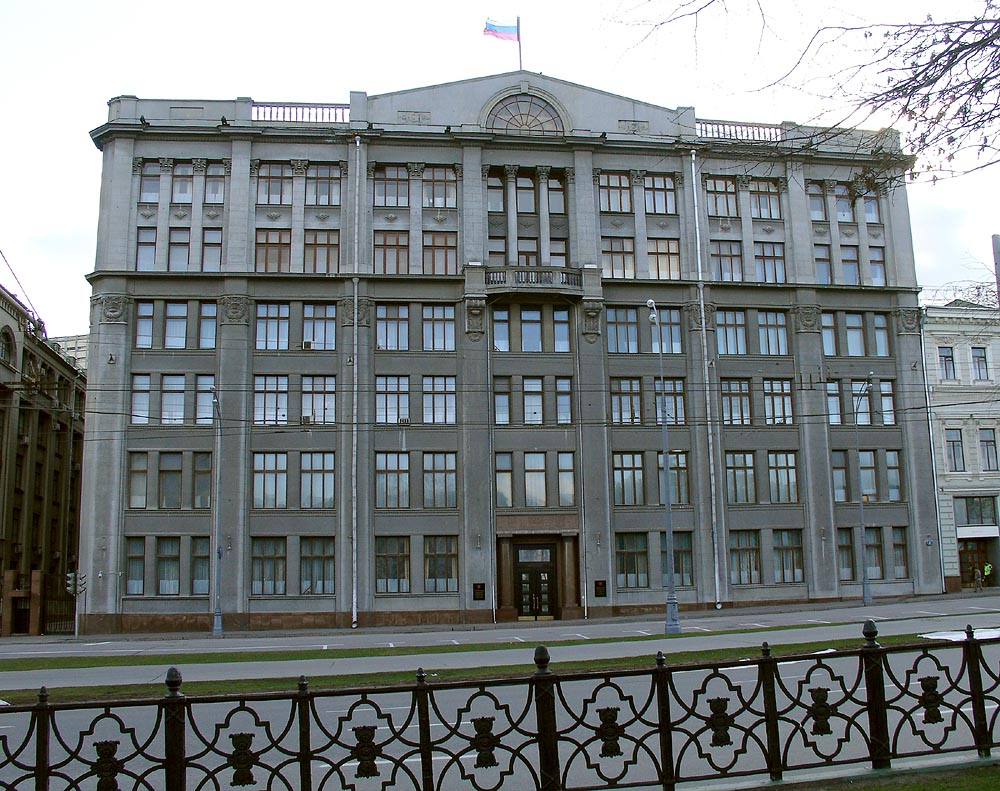
Здание бывшего ЦК КПСС на Старой площади, 4

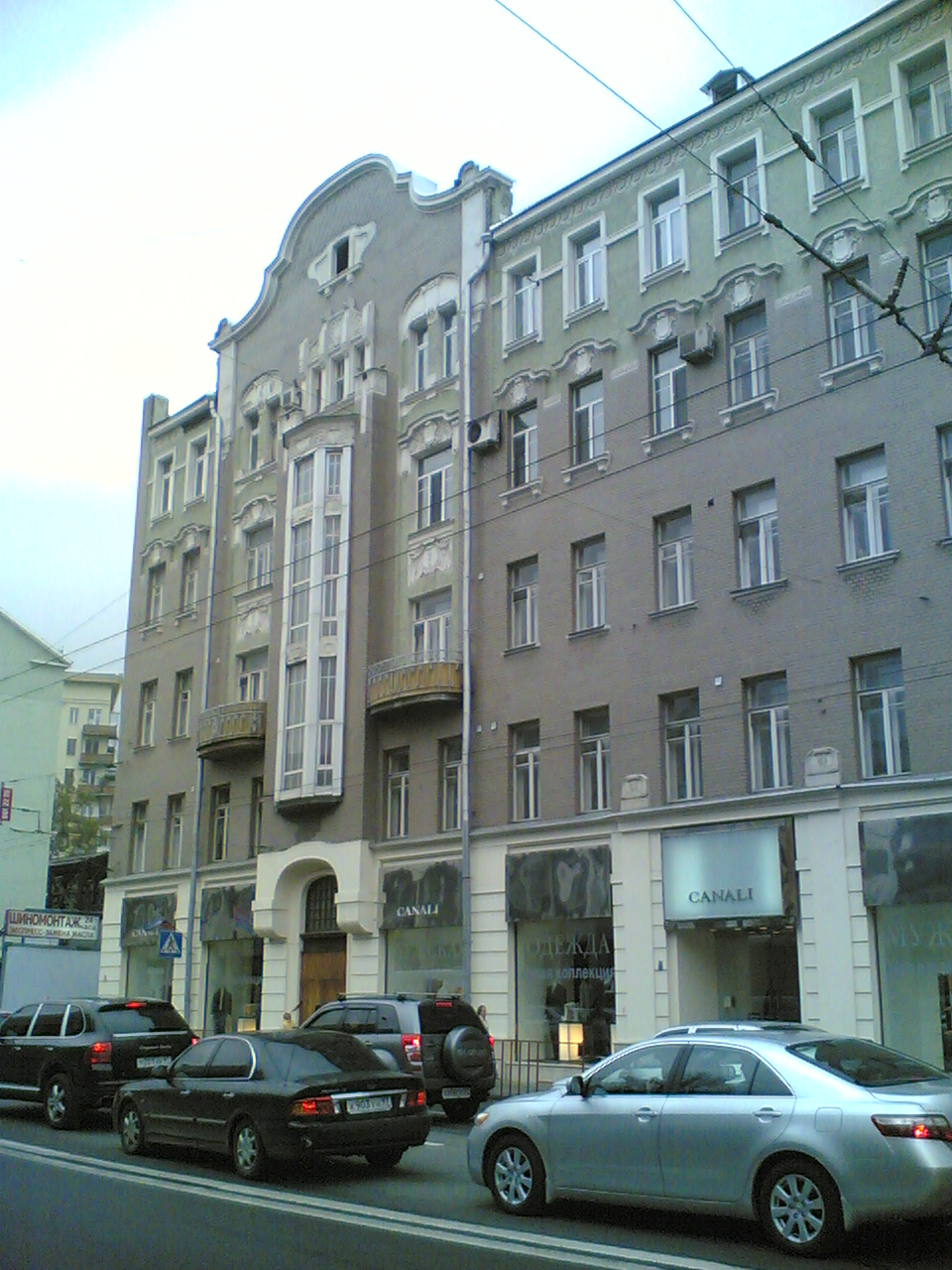
Доходный дом Московского купеческого общества (Покровка, 44)

- Особняк В. И. и А. Я. Рекк (затем Мальмберга) (1889), не сохранился[Комм 1];
- Особняк Бромлея (1897, Малая Калужская улица, 15), не сохранился;
- Служебные постройки при особняке В. И. Рекк (1899, Гранатный переулок, 13),
- Доходный дом, совместно с И. А. Ивановым-Шицем (1899, Первая Тверская-Ямская улица, 2), не сохранился[2];
- Особняк С. Т. Протопопова, совместно с Г. А. Гельрихом (1900, Новокузнецкая улица, 12);
- Пристройка к зданию частной женской гимназии В. Н. фон Дервиз (1901, Гороховский переулок, 10);
- Доходный дом В. И. Руднева (1902—1906, Бауманская улица, 35);
- Надстройка дома Е. П. Ярошенко (1903, улица Володарского, 12);
- Устройство магазина в доме Московского купеческого общества (1903, Кузнецкий мост, 10/8)
- Перестройка Суздальского подворья (1903, Пушечная улица), осущствлено частично;
- Доходный дом протоиерея К. И. Богоявленского (1903, Хлебный переулок, 8);
- Богадельня Новикова (Московского купеческого общества) (1904, Покровка, 44, во дворе);
- Доходный дом наследников Е. Е. Орлова (1906, Смоленская площадь, 1/4);
- Дом Г. Э. Бромлей (1906, улица Академика Петровского, ?);
- Дом Ф. М. и Н. М. Васильевых (1906, Казачий переулок, ?);
- Доходный дом А. А. Дурилина (1906, Черниговский переулок, 9/13 — Большая Ордынка, 13/9);
- Перестройка дома Алексеевых (1907, Александра Солженицына, 29);
- Изменение фасада доходного дома Московского купеческого общества (1907, Москва, Кузнецкий Мост, 8/10 — Неглинная улица, 10/8);
- Доходный дом С. Ф. Семеновой (1909, Первая Брестская улица, 62);
- Доходный дом Московского купеческого общества (1909, Улица Покровка, 44);
- Дом Г. Э. Бромлей (1909, Шаболовка, ?);
- Котельная при Паровой шоколадной фабрике И. Д. Иванова (1909, Малая Ордынка, 25/4);
- Северный флигель дома Тутолмина (1909, Гончарная улица, 12);
- Доходный дом А. А. Дурилина (1910, Малая Ордынка, 39);
- Ремесленное училище им. К. Солдатенкова (1910, Донская улица, 37);
- Рабочие казармы Голутвинской мануфактуры среднеазиатских и внутренних изделий (1910, Якиманская набережная, 2, во дворе);
- Конторское здание (1911, Улица Сретенка, 6/2 — Рыбников переулок, 2/6);
- Перестройка дома (1912, Шелапутинский переулок, 3);
- Доходный комплекс Московского купеческого общества, совместно с И. А. Германом, А. Е. Сергеевым (1912—1915, улица Солянка, 1) ;
- Доходный дом М. В. Хлудовой (1913—1914, Первый Хвостов переулок, 7, во дворе);
- Торговый дом В. И. Титова (1912—1915, Старая площадь, 4);
- Торговый дом Е. А. и Э. Арманд (1912—1915, Старая площадь, 6);
- Дом и флигель А. В. Бурышкина (1914, Колымажный переулок, 7, во дворе);
- Доходный дом (1914—1915, 1-й Люсиновский переулок, 3б).

## Комментарии
1. ↑  Здесь и далее проекты и постройки даны по М. В. Нащокиной, с необходимыми дополнениями и уточнениями.